# Markt 35 (Bonn)

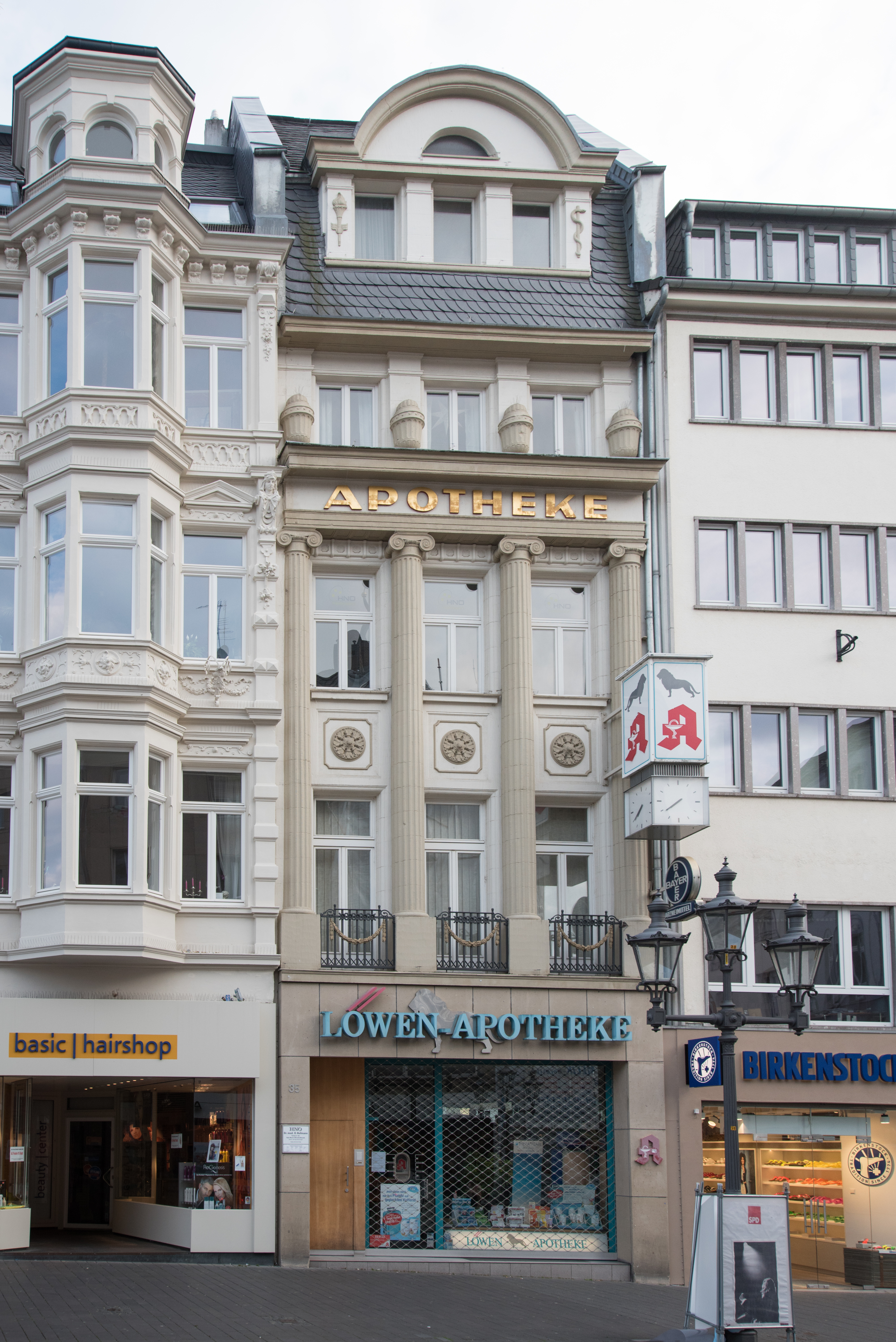
Wohn- und Geschäftshaus Markt 35

Das Gebäude Markt 35 ist ein Wohn- und Geschäftshaus in Bonn, das um 1914 errichtet wurde. Es liegt am Marktplatz im Bonner Zentrum. Das Haus steht als Baudenkmal unter Denkmalschutz.
Das Gebäude entstand als Geschäfts- und Mietwohnhaus auf einem mittelalterlichen Parzellenzuschnitt. Der Hausplatz wurde 1393 erstmals urkundlich erwähnt; bis 1628 hieß das dort stehende Haus Zum Esel oder (zuletzt) Zum Eselskop und schließlich ab diesem Jahr Im Dannenbaum. Nach anfänglichem Leerstand war das erste Geschäft in dem neu errichteten Haus ab etwa 1919 eine Drogerie, bevor dort 1929/30 die bis dahin zwei Häuser weiter am Marktplatz befindliche „Löwen-Apotheke“ (gegründet 1628) – die älteste der noch bestehenden Bonner Apotheken – einzog. Diese ist bis heute in dem Gebäude beheimatet.
Das Wohn- und Geschäftshaus ist ein dreigeschossiges Gebäude mit Mezzanin (Halbgeschoss) und Mansarddach in drei Achsen. Es besitzt eine Werksteinfassade mit Pilasterordnung sowie einen dreiachsigen Dacherker mit halbrundem Giebel. Während das Erdgeschoss mit dem Ladenbereich innen und außen modernisiert wurde und daher nicht unter Denkmalschutz steht, sind die darüber liegenden Geschosse einschließlich der Türen und Fenster nahezu im Originalzustand erhalten. Die Fußböden bestehen dort aus Pitchpinedielen (Stand: 1987). Die Eintragung des Gebäudes in die Denkmalliste der Stadt Bonn erfolgte am 10. März 1987.